# Colt SCAMP
Colt SCAMP (Small CAliber Machine Pistol) був задуманий в 1969 році на заміну старіючого пістолета Colt M1911A1.

## Конструкція
В 1971 році було розроблено єдиний прототип SCAMP. Зброя була розроблена для того щоб один стрілець отримав велике збільшення вогневої потужності, при невеликому збільшенні ваги та розміру. Було розроблено сам пістолет і унікальний боєприпас для нього, які без успіху продавали військовим до 1974 року. Хоча випробувальники SCAMP були вражені, офіційна влада не була зацікавлена в зброї. У статті в журналі Small Arms Review зазначено, що прототип залишився в архівному сховищі Кольта.
Інженер-конструктор Кольта Генрі А. Інто згадував, що вони вважали базовою зброю з вибором режиму вогню для заміни M1911A1. Конструктори Кольта переглянули всі тогочасні невеликі пістолети-кулемети (в тому числі Czech Škorpion vz. 61 та Uzi) і попрацювали над створенням повністю автоматичної версії пістолета з магазином великої місткості (таким як Browning Hi-Power). Врешті вони зупинилися на власній конструкції, згадував Інто, автоматика якої працювала завдяки відведення порохових газів, мала закритий затвор з можливістю вибору режиму ведення вогню, включаючи чергу на три постріли. SCAMP мав магазин як у пістолета-кулемета на 27 набоїв.
Конструкція SCAMP була розроблена для контрольованого та точного ведення вогню. Тому пістолет мав руків'я як у цільових пістолетів, ствол розташовувався низько над рукою для зниження центру ваги та мав режим черги для зменшення віддачі. У дулі також було вмонтовано компенсатор віддачі.
Вимога точності призвела до розробки оригінального набою для SCAMP.  Спершу було запропоновано гвинтівковий набій .223 калібру, але він був надто потужний для пістолета. Від набою 9×19 мм Парабелум також відмовилися через сильну віддачу, згадував Інто в інтерв'ю. Інто також відмовився від набоїв .22 Winchester Magnum, 5-mm. Remington, та .22 Hornet.
Конструктори зупинилися на набої .221 Remington Fireball, як основі для їхнього нового набою, яким став набій центрального запалення .224 калібру відомий, як .22 SCAMP. Цей набій був коротшим і вужчим за Fireball.
Незважаючи на позитивні відгуки кількох військових, які випробували SCAMP, кінцевою відповіддю було те, що військові зараз не шукають заміну пістолета M1911A1. Інше джерело стверджує, що армія відмовилася від SCAMP в 1971 році оскільки велася паралельна розробка програми 'Personal Defense Weapon'.  Пістолет Кольта .45 ACP був на озброєнні до 1985 року.
Набій SCAMP пізніше отримав фланець для використання в револьверах, які призначені для використання у силах спеціального призначення. Але він до також не мав успіху.